# Malé Borové
Malé Borové é um município da Eslováquia, situado no distrito de Liptovský Mikuláš, na região de Žilina. Tem 5,83 km² de área e sua população em 2018 foi estimada em 117 habitantes.

## Demografia
| Ano:        | 1994 | 2004    | 2014    | 2024    |
| ----------- | ---- | ------- | ------- | ------- |
| Broj ljudi: | 266  | 206     | 139     | 111     |
| Razlika:    |      | -22,55% | -32,52% | -20,14% |

| Ano:               | 2023 | 2024   |
| ------------------ | ---- | ------ |
| Número de pessoas: | 115  | 111    |
| Diferença:         |      | -3,47% |